# Gorgo
Gorgo, Regină a Spartei (greacă Γοργώ; fl. 480 d.Hr.) a fost fiica lui Cleomenes I și soția unuia dintre regii Spartei. Este una din puținele femei descrise de Herodot, fiind cunoscută pentru înțelepciune.